# بتانی بی

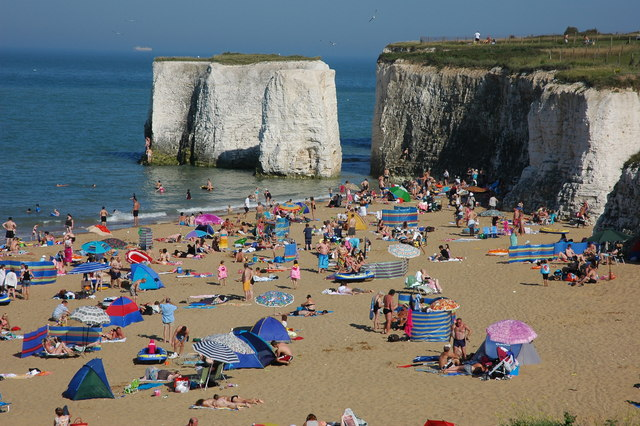
نمایی از ساحل بتانی بی

بُتانی بی (به انگلیسی: Botany Bay) ساحلی در استان کنت در جنوب شرق بریتانیا است که به خاطر وجود صخره‌های گچی‌اش معروف است . بتانی بی محلی برای گشت‌وگذار و حمام آفتاب به صورت برهنه می‌باشد.  